# Cristóvão Jefaroviche
Cristóvão Žefarović (em búlgaro: Христофор Жефарович; romaniz.: Hristofor Jefarovich; Doiran, 1690 – Moscou, 18 de setembro de 1753) é um pintor, gravador, escritor e poeta búlgaro, ativista do Ilirismo, ou seja, do renascimento e unidade dos eslavos do sul do século XVIII. 
De grande importância é o seu novo e traduzido para a Língua ilírica/Língua eslava-sérvia do Latim – «Estematografia» com brasões.